# ジブラルタル戦隊
ジブラルタル戦隊(Gibraltar Squadron)はジブラルタル所在のイギリス海軍の部隊。水上部隊であり、ジブラルタル駐留イギリス軍の一部である。
イギリス空軍の舟艇部隊が行っていたジブラルタル水域の警備を1985年8月28日に受け継いで発足した。器材として2隻の警備艇を引き継ぎ、イギリス空軍舟艇(HMAFV)からイギリス海軍艦艇(HMS)に所属変更がなされている。2008年時点の戦力は、2隻の高速警備艇および3隻の機動警備艇(RHIB)であり、人員は22名。イギリス海軍のプレゼンテーションの実施のほか、イギリス軍・NATO軍への支援、対テロ警備を行っている。